# Erich Kähler

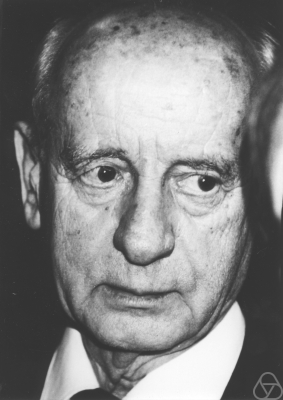
Erich Kähler in Hamburg, 1990

Erich Kähler (Leipzig, 16 januari 1906 - 31 mei 2000) was een Duits wiskundige met brede meetkundige interesses.
Kahler studeerde aan de Universiteit van Leipzig, waar hij in 1928 zijn doctoraat behaalde. Hij bekleedde professoraten aan de Universiteiten van Königsberg, Leipzig, Berlijn en Hamburg. Later in zijn leven raakte hij geïnteresseerd in algemene filosofische kwesties.
Hij leverde een aantal bijdragen aan de wiskunde: de stelling van Cartan-Kähler op singuliere oplossingen van niet-lineaire analytische differentiële systemen; het idee van een Kähler-metriek op complexe variëteiten en de Kähler-differentialen, die in een zuiver algebraïsche theorie voorzien en die vrij algemeen worden gebruikt in de algebraïsche meetkunde. In al deze bijdragen speelt de theorie van de differentiële vormen een rol. Kähler geldt samen met Élie Cartan vanaf het begin van de theorie als een belangrijke proponent van deze theorie. 
Kahler-variëteiten - complexe variëteiten uitgerust met een Riemann-metriek en een symplectische vorm, zodat de drie structuren onderling compatibel zijn - zijn naar hem vernoemd. 
Het K3-oppervlak is genoemd naar Kummer, Kähler en Kodaira. 